# Susan Liebold
Susan Liebold (* 1977 in Neuhaus am Rennweg) ist eine deutsche Designerin und Glaskünstlerin aus Thüringen.

## Leben und Werk

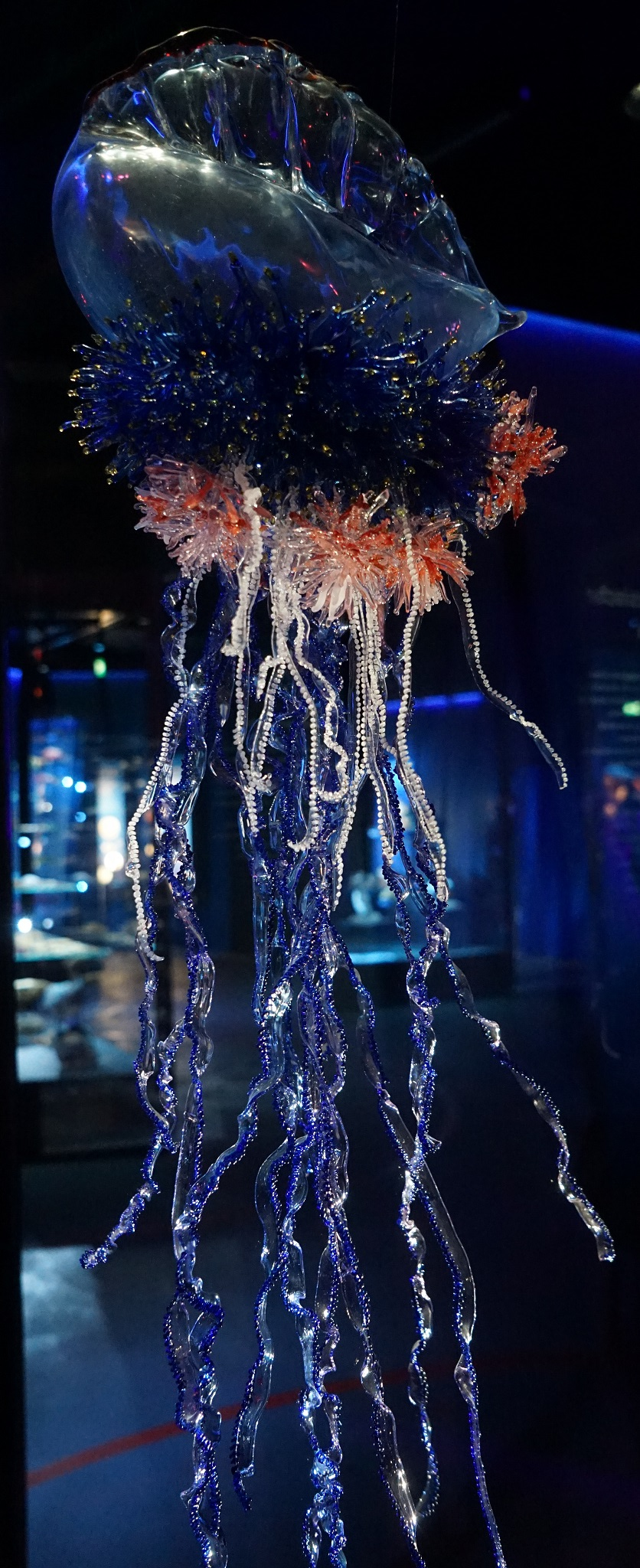
Ozeaneum Stralsund, Glasnachbildung einer Portugiesischen Galeere von Susan Liebold

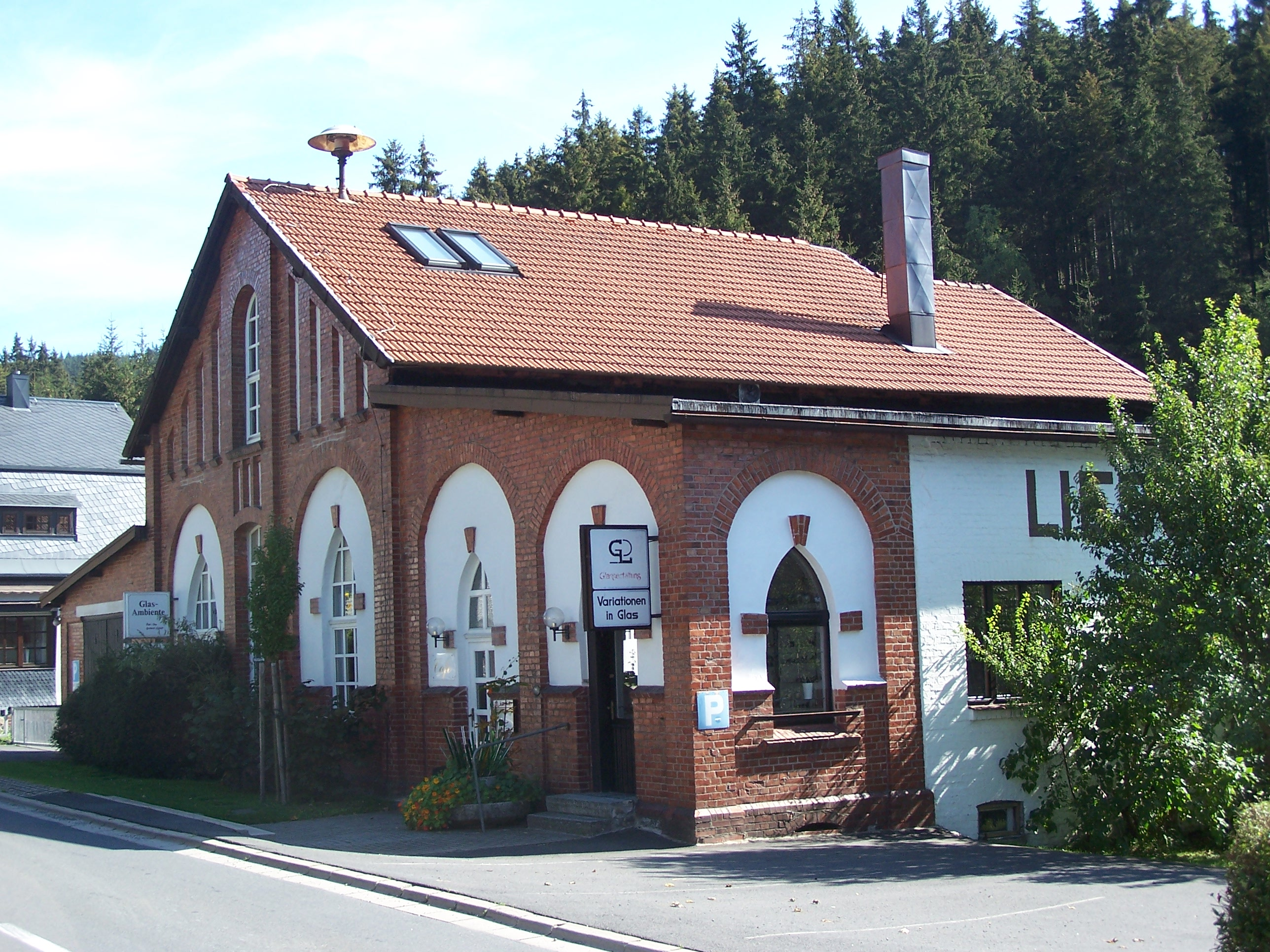
Café Glaswerk Liebold in Schneidemühle 2006

Susan Liebold stammt aus einer Glasmacherfamilie und kam schon als Kind in Kontakt mit Glas. Sie begann nach der Schule zwar eine Glasmacherlehre in Lauscha, wurde dort aber demotiviert mit dem Hinweis, dass sie als Linkshänderin nicht viel in diesem Beruf erreichen könne. Daraufhin nahm Liebold 2002 ihr Studium an der Burg Giebichenstein Kunsthochschule Halle mit dem Ziel auf, aus dem zerbrechlichen Werkstoff Glas ungewöhnlich großformatige Werke zu kreieren. Charakteristisch für Liebolds Arbeit ist, dass Wissenschaft und Technik eine Rolle spielen.
Das Otto-Schott-Institut der Friedrich-Schiller-Universität Jena, das auf Glaschemie und Leuchtgläser spezialisiert ist, entwickelte für Liebold 2007 fluoreszierende Gläser, um eine langlebige Fluoreszenz und Farbigkeit zu erlangen. Das Material verarbeitete Liebold in einer Auftragsarbeit für das Ozeaneum in Stralsund zu dem Modell einer Staatsqualle. Die Nachbildung dieses Nesseltiers besteht aus mit 2.600 Fäden verbundenen filigranen Glasteilen und hat ein Gewicht von 12 Kilogramm. In Zusammenhang mit Liebolds Kunstwerk für das Ozeaneum wurde auf der Website der Thüringer Energie geschrieben: „Zweifellos leistet Susan Liebold mit ihrer speziellen Verbindung von Licht und Glas, von Wissenschaft und Kunst Pionierarbeit.“
2011 wurde Liebold vom Corning Museum of Glass als Artist-in-Residence zu einem einmonatigen Fortbildungsaufenthalt eingeladen. Anschließend wurde sie 2014 für den europäischen Wettbewerb Coburger Glaspreis ausgewählt.
Das „Forum Kultur“ ernannte Liebold 2015 zur Künstlerin des Monats. In der Beschreibung ihrer Arbeit wurde hervorgehoben, dass ihre „Glasarbeiten … poetischen Gebilden gleichen“. Im selben Jahr vervollständigte sie drei Installationen im ältesten Eibenwald der Schweiz in Unterwilerberg in Baden. Darüber wurde geschrieben: „Liebold, die mit ihren Glasarbeiten auch Geschichten erzählt, inszenierte sie wie Theaterstücke mit ihren Glaskunstwerken als Akteuren und dem Wald als Bühne und Bühnenbild.“
2017 war Liebold Teil des Coburger Workshops für Lampenglas im Europäischen Museum für Modernes Glas. Im selben Jahr fertigte sie ein weiteres Meerestier für das Ozeaneum aus Glas. Die Portugiesische Galeere entstand in Zusammenarbeit mit dem Regensburger Kollegen Cornelius Rèer. Die 1,50 Meter lange Qualle wurde aus einer Vielzahl mundgeblasener kleiner Teile gefertigt. Ihr nächstes Kunstwerk für die ständige Ausstellung des Ozeaneums waren 2018 die Juwelenkalamare, deren kleine, juwelenartige Leuchtpünktchen durch fluoreszierenden Gläser dargestellt wurden.
Für die Dürnitzhalle des Alten Schlosses in Stuttgart stellte Liebold 2021 eine 13 × 3,50 m große Glasinstallation her. Das aus 180 einzelnen gläsernen Elementen bestehende Kunstwerk soll die Geschichte des Schlosses symbolisieren. Durch verschiedene Beleuchtungsmöglichkeiten kann die an der Decke hängende Skulptur ganz unterschiedlich aussehen und erstrahlen.
Liebold lebt in Schneidemühle bei Sonneberg (Thüringen), wo sie in ihrem Atelier arbeitet und zusammen mit ihrem Mann an Sonntagen ein Café betreibt, in dem auch ihre Arbeit ausgestellt ist.

## Ausstellungen (Auswahl)
- 2009 „Sequences of Paradise“, monografische Sonderausstellung im Europäischen Museum für Modernes Glas in Rödental[9]
- 2010 „Nachtschwärmer“, Einzelausstellung, Schott-Villa Jena
- 2011 „GLASklar?“, Gewerbemuseum Winterthur
- 2012 „Blühender Verfall“, Installation im Corning Museum of Glass, One Way Museum, Corning, USA
- 2015 „IWA – Leben, Tod und das Dazwischen“ Installationen im Eibenwaldreservat von Unterwilerberg, Schweiz
- 2017 „Lampenglas – lampwork. Neue Blicke auf eine traditionelle Technik“, Sonderausstellung im Europäischen Museum für Modernes Glas
- 2020 „Sequences“ – Skulptur-Installation, Galerie Himmelreich, Magdeburg